# Parker Johnstone
Parker Johnstone III (Redmond, 27 de março de 1961) é um ex-automobilista norte-americano.

## Carreira
Depois de competir em várias categorias menores do automobilismo, Parker Johnstone estreou na CART já veterano, aos 36 anos de idade, pela equipe Comptech Racing. Não pontuou em nenhuma das 6 corridas em que participou.
Em 1995, conquistou seu primeiro ponto na categoria ao chegar em 12º lugar em Road America, terminando o campeonato em 27º, com uma pole-position. Permaneceria na Comptech no ano seguinte, disputando sua primeira temporada completa. Conquistou um pódio em Long Beach e terminou em 17º na classificação geral, com 33 pontos. Ele não conseguiu largar na etapa de Miami após bater seu carro no treino classificatório.
Na temporada de 1997, aos 38 anos, assinou com a Team Green. Seu melhor resultado foi quinto lugar em Long Beach, fechando o campeonato em 16º lugar, com 36 pontos. Mesmo com a Green colocando um segundo carro para 1998, Parker decidiu encerrar sua carreira de piloto e virou comentarista nas redes ABC e ESPN, dando suas opiniões também na Indy Racing League.

## Curiosidade
Além de pilotar, Parker Johnstone é formado em engenharia mecânica (recebeu seu diploma em 1982) e também chegou a trabalhar como músico durante uma turnê da International Youth Orchestra pela Europa. Chegou a atuar como duble no filme Velocidade Máxima, de 1994.